# ASTRO-G
L'ASTRO-G (també conegut com a VSOP-2) és un radiotelescopi orbital en desenvolupament per la JAXA. S'espera que sigui llançat el 2011 a una òrbita el·líptica al voltant de la Terra (apogeu de 25000 km, perigeu 1000 km). L'ASTRO-G va ser seleccionat el febrer del 2006 davant d'una nova missió d'estudi en raigs X (NeXT) i una missió de vela solar a Júpiter. El finançament començà l'any fiscal de 2007 amb un pressupost de 12000 milions de iens, uns 100 milions de dòlars nord-americans. Estava previst llançar-se el 2012, però la dificultat tècnica de l'antena de plat i les limitacions pressupostàries van provocar la suspensió del desenvolupament per a l'any fiscal 2010. Finalment, el projecte es va cancel·lar el 2011 per l'augment del cost i la dificultat d'assolir objectius científics.
Estava compost per una antena de 9 m de diàmetre per observar en les bandes de 8,22 i 43 GHz, i les seves imatges s'havien d'utilitzar en combinació amb les obtingudes per un grup de telescopis terrestres utilitzant una tècnica d'interferometria. S'esperava aconseguir una resolució deu vegades més gran i millor sensibilitat que el seu predecessor HALCA.